# Adam W. Marcus
Adam Wade Marcus (* August 1979) ist ein US-amerikanischer Mathematiker und Informatiker, der sich mit Kombinatorik befasst.
Marcus studierte an der Washington University in St. Louis mit dem Bachelor-Abschluss 2003 und wurde 2008 bei Prasad Telali am  Georgia Institute of Technology promoviert (New combinatorial techniques for nonlinear orders). Während seines Studiums war er ein Jahr bei Gábor Tardos am Alfred Renyi Institut in Budapest und außerdem 2006 bei Microsoft Research (László Lovász) und an der Universität Tel Aviv (Noga Alon). Als Post-Doktorand war er vier Jahre Gibbs Assistant Professor an der Yale University. Er ist Chef-Wissenschaftler und Mitgründer der Firma Crisply und forscht in Teilzeit in Yale.
Marcus gab mit Gábor Tardos 2004 einen kurzen Beweis der Stanley-Wilf-Vermutung über Permutationen. Dafür erhielt er 2008 den Dénes-Kőnig-Preis. 2013 löste er mit Daniel Spielman und Nikhil Srivastava das Kadison-Singer-Problem (siehe Richard Kadison), wofür alle drei 2014 den George-Pólya-Preis erhielten. Alle drei erhielten 2022 den erstmals vergebenen Ciprian Foias Prize in Operator Theory.
2003/04 war er Fulbright-Stipendiat.

## Schriften
- mit Gábor Tardos: Excluded permutation matrices and the Stanley–Wilf conjecture. In: Journal of Combinatorial Theory, Series A. Band 107, Nr. 1, Juli 2004, S. 153–160, doi:10.1016/j.jcta.2004.04.002.
- mit Daniel A. Spielman, Nikhil Srivastava: Interlacing Families I: Bipartite Ramanujan Graphs of All Degrees. In: 2013 IEEE 54th Annual Symposium on Foundations of Computer Science (FOCS). 2013, S. 529–537, doi:10.1109/FOCS.2013.63, arxiv:1304.4132.
- mit Daniel A. Spielman,  Nikhil Srivastava: Interlacing families II: mixed characteristic polynomials and the Kadison-Singer problem. In: arXiv Mathematics - Combinatorics. 2013,  arxiv:1306.3969
- mit Daniel A. Spielman, Nikhil Srivastava: Ramanujan Graphs and the Solution of the Kadison-Singer Problem. In: arXiv Mathematics - Spectral Theory. 2014, arxiv:1408.4421